# Olbramovice (okres Benešov)
Obec Olbramovice, bývalý městys, se nachází v okrese Benešov ve Středočeském kraji. Žije zde přibližně 1 400 obyvatel.
Ve vzdálenosti 13 km severně leží město Benešov, 15 km západně město Sedlčany, 19 km východně město Vlašim a 29 km jižně město Tábor.

## Členění obce
Obramovice se dělí na 15 částí, které leží na čtyřech katastrálních územích:
- Olbramovice u Votic – části Olbramovice Ves, Olbramovice Městečko, Kochnov, Mokřany, Semtín, Semtínek a Veselka
- Křešice u Olbramovic – části Křešice, Babice, Podolí, Radotín a Slavkov
- Tomice u Votic – části Tomice II a Dvůr Semtín
- Zahradnice – část Zahradnice

Fakticky je hlavní částí obce část Olbramovice Ves, na jejímž území leží kostel, obecní úřad, hlavní silniční křižovatky, nádraží a většina zástavby obce. Olbramovice Městečko je malá vesnička ležící asi půl kilometru jihojihovýchodně od jádra obce, mimo hlavní dopravní tahy.

## Historie

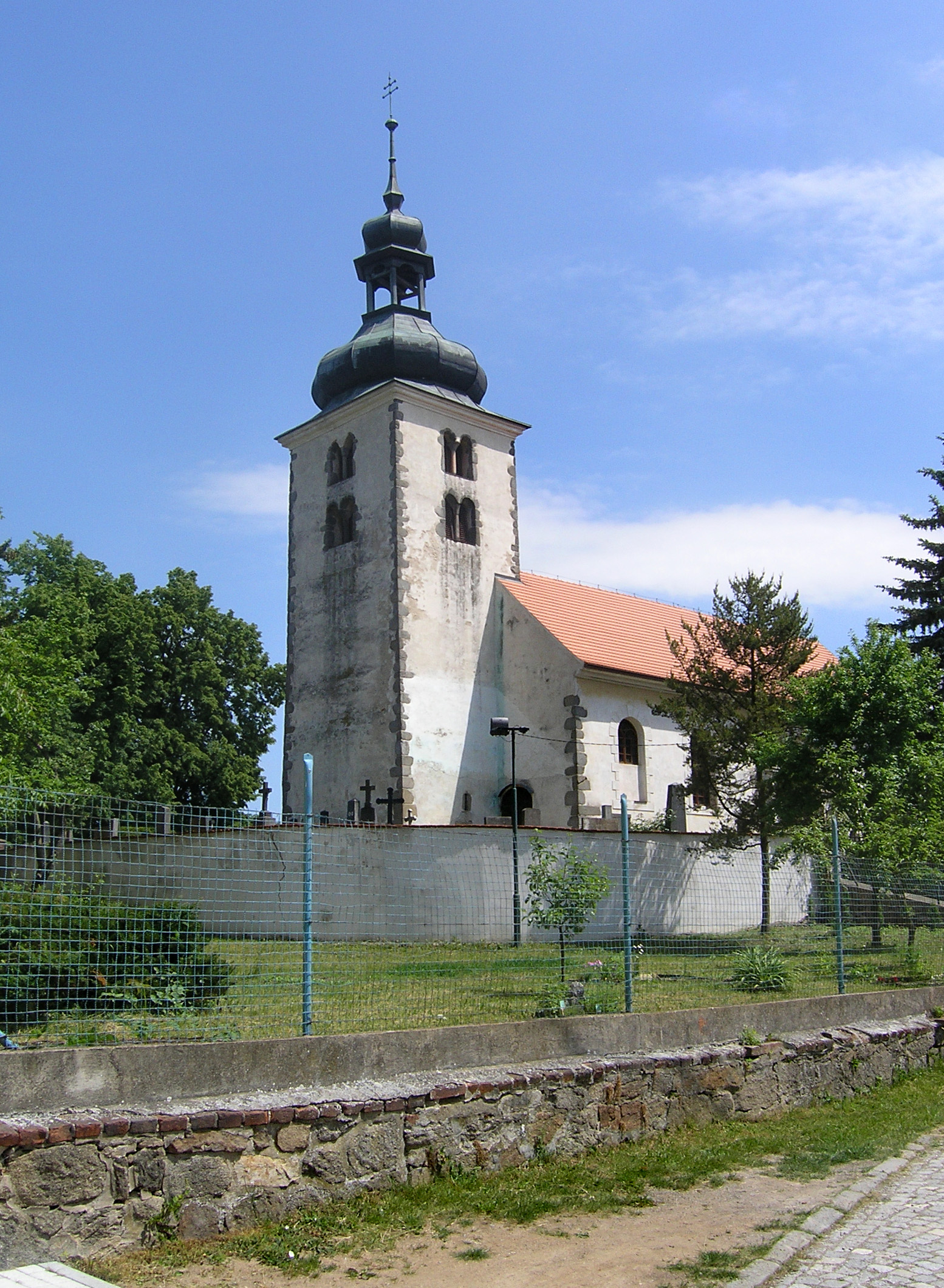
Kostel Všech svatých

Asi v polovině 12. století se zde usadil vladyka Olbram (Wolfram). Jeho potomci se nazývali Olbramovici, po nich i osada, která z jejich usedlostí vznikla, dostala jméno Olbramovici, později Olbramovice. K založení sídla lákala Olbrama jednak úrodná krajina, jednak zemská cesta, která tudy již za dob pohanských vedla a byla velice důležitým spojovacím prostředkem obchodním mezi severem a jihem.
První písemný záznam o obci pochází z roku 1352, ale kostel Všech svatých byl založen již ve 12. století v románském slohu, jak o tom svědčí dochovavší se románská věž s okénky dělenými sloupky. Vladykové z Olbramovic se řadí dle původu k pánům z Janovic, k Chřenovským ze Zruče, k Žďárským a Kolovratům, o čemž svědčí jejich stejný erb – orlice, který je dnes i znakem obce. Patřily sem i šlechtické rody Dvořečtí a Čejkové, které se psaly z Olbramovic. Panu Dvořeckému byla sťata hlava 21. června 1621 a vyvěšena na ochozu Staroměstské mostecké věže až do roku 1631. V roce 1672 koupil Olbramovice hrabě Ferdinand František z Vrtby, který je připojil k panství Votice. 
Na území obce se nachází několik kulturních památek. V části Olbramovice Ves to jsou kostel Všech svatých, dále pozůstatek sousoší Kalvárie z roku 1706 (sochy Panny Marie a sv. Jana Evangelisty a středová balustráda; dřevěný kříž se nedochoval), sýpka hospodářského dvora a tvrziště Příkop nedaleko kostela. Dále jsou památkově chráněny hospodářský dvůr čp. 1 v části Křešice a tvrziště s vodním příkopem v blízkosti dvora Strýčkov v části Slavkov. 

### Územněsprávní začlenění
Dějiny územněsprávního začleňování zahrnují období od roku 1850 do současnosti. V chronologickém přehledu je uvedena územně administrativní příslušnost obce v roce, kdy ke změně došlo:
- 1850 země česká, kraj České Budějovice, politický a soudní okres Benešov[5]
- 1855 země česká, kraj Tábor, soudní okres Benešov
- 1868 země česká, politický a soudní okres Benešov
- 1939 země česká, Oberlandrat Tábor, politický i soudní okres Benešov[6]
- 1942 země česká, Oberlandrat Praha, politický i soudní okres Benešov[7]
- 1945 země česká, správní i soudní okres Benešov[8]
- 1949 Pražský kraj, okres Benešov[9]
- 1960 Středočeský kraj, okres Benešov
- 2003 Středočeský kraj, okres Benešov, obec s rozšířenou působností Benešov

### Rok 1932
V obci Olbramovice (přísl. Jeleneč, Mokřany, Olbramovice Městečko, Olbramovice Ves, Semtín, Semtínek, Veselka, Zahradnice, 919 obyvatel) byly v roce 1932 evidovány tyto živnosti a obchody: bednář, cihelna, družstvo pro rozvod elektrické energie v Olbramovicích, holič, 6 hostinců, 2 koláři, 2 kováři, 2 krejčí, Družstevní lihovar a sušárna bramborů, 2 mlýny, obchod s obilím, 3 obuvníci, pekař, porodní asistentka, 7 rolníků, 3 řezníci, 3 obchody se smíšeným zbožím, Spořitelní a záložní spolek pro Olbramovice, studnař, 3 švadleny, tesařský mistr, 3 trafiky, 3 truhláři, 2 obchody s uhlím, velkostatek, zednický mistr, obchod se zemskými plodinami.
V obci Křešice (přísl. Babice, Podolí, Radotín, Slavkov, 425 obyvatel, samostatná obec se později stala součástí Olbramovic) byly v roce 1932 evidovány tyto živnosti a obchody: 2 hostince, kovář, 2 krejčí, 3 rolníci, řezník, obchod se smíšeným zbožím, 3 trafiky, truhlář.

## Doprava
Dopravní síť

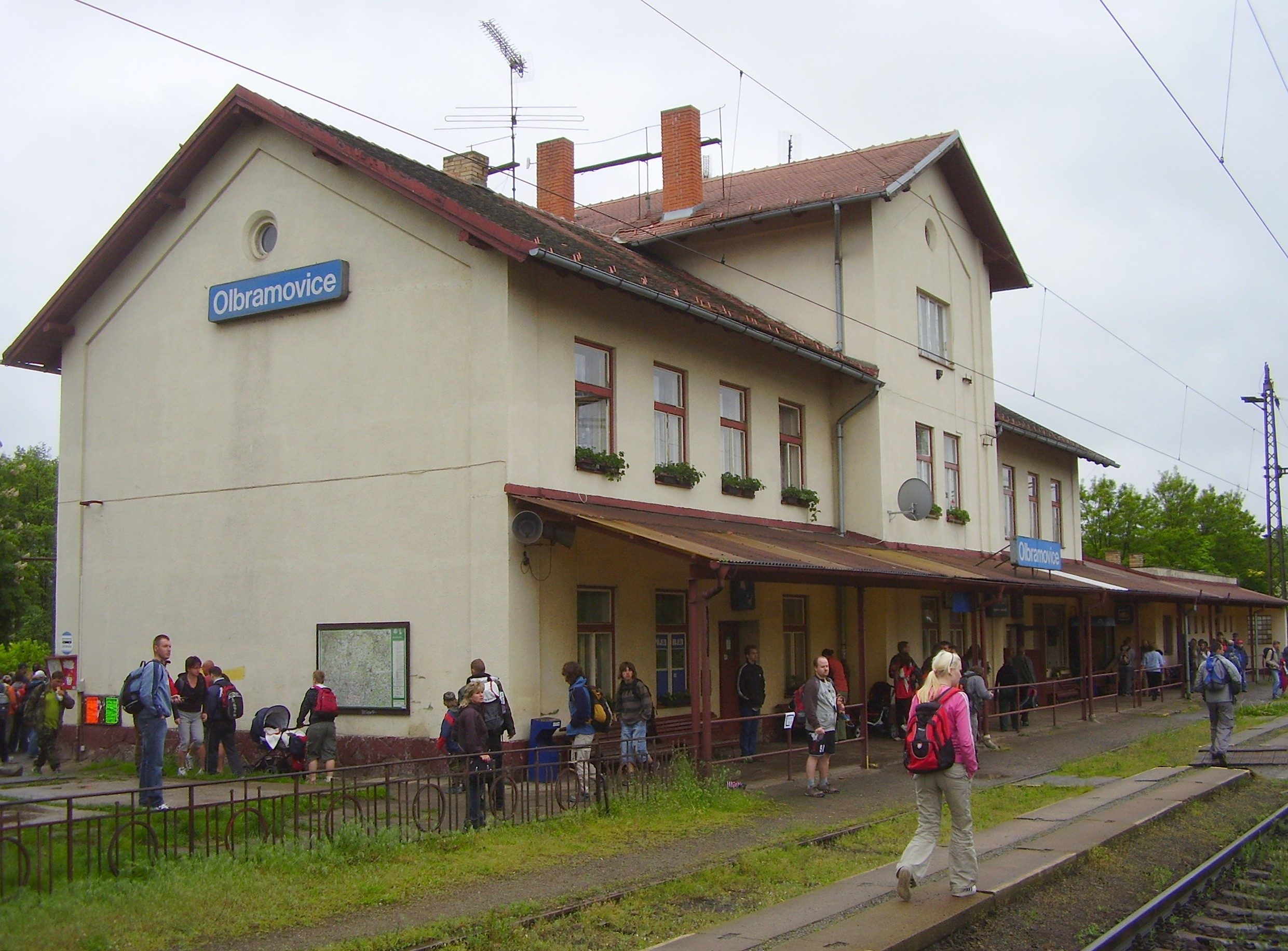
Nádraží (před rekonstrukcí v rámci výstavby koridoru)

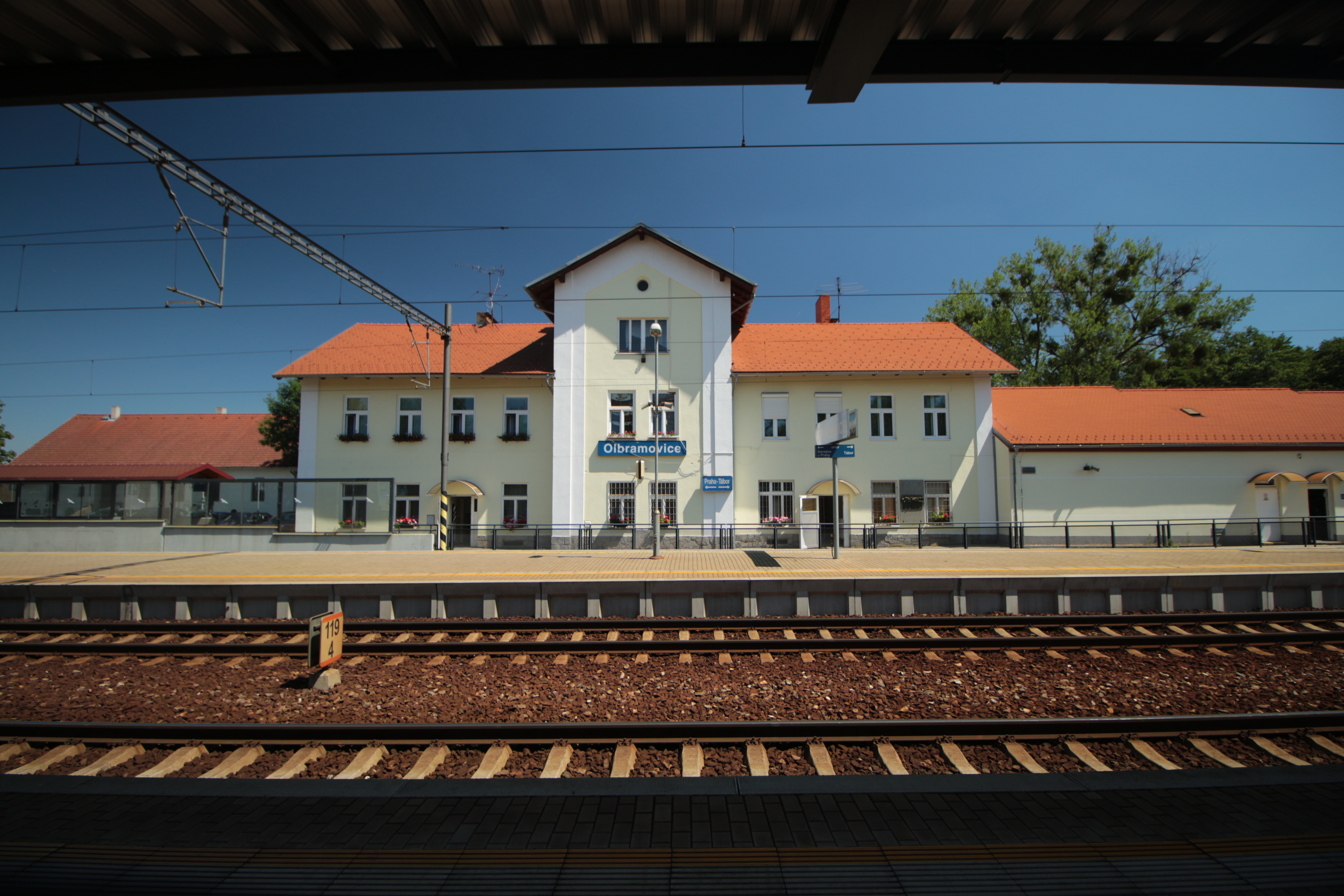
Železniční stanice Olbramovice po rekonstrukci

- Pozemní komunikace – Obcí prochází silnice I/3 Mirošovice – Benešov – Olbramovice – Tábor – České Budějovice, u Olbramovic z ní odbočuje I/18 Olbramovice – Sedlčany – Příbram – Rožmitál pod Třemšínem.
- Železnice – Obcí prochází 4. železniční koridor z Drážďan do Rakouska, konkrétně trať 220 z Prahy do Tábora a Českých Budějovic. V Olbramovicích začíná trať 223 do Sedlčan. Na území města leží odbočná železniční stanice Olbramovice, dříve Votice-Veselka. Železniční trať 220 (Praha -) Benešov u Prahy – České Budějovice je dvoukolejná elektrizovaná celostátní trať zařazené do evropského železničního systému, součást 4. koridoru. Doprava na ní byla zahájena roku 1871. Trať byla v přilehlých úsecích v letech 2010 až 2013 podstatně rekonstruována a napřímena. Po napřímení trati se objevila na přelomu let 2015/2016 myšlenka využít starou trasu pro vybudování cyklostezky z votického nádraží k olbramovickému a dále do Bystřice. Jejím smyslem by kromě rekreace byla i snazší individuální doprava k olbramovické stanici, kde staví i rychlíky.[12] Železniční trať 223 Olbramovice – Sedlčany je jednokolejná regionální trať, doprava byla zahájena roku 1894.

Veřejná doprava 2012
- Autobusová doprava – Obcí projížděly autobusové linky do těchto cílů: Bechyně, Benešov, České Budějovice, Český Krumlov, Jindřichův Hradec, Jistebnice, Mladá Vožice, Neveklov, Praha, Příbram, Sedlčany, Sedlec-Prčice, Soběslav, Tábor, Třeboň, Týn nad Vltavou, Votice, Vyšší Brod.
- Železniční doprava – Po trati 220 jezdilo v pracovních dnech 15 rychlíků a 14 osobních vlaků, o víkendu 12 rychlíků a 8 osobních vlaků. Po trati 223 jezdí v pracovních dnech 9 párů osobních vlaků, o víkendu pak 7 párů osobních vlaků.

## Turistika
- Cyklistika – Obcí vedou cyklotrasy č. 0076 Konopiště – Bystřice – Olbramovice – Votice č. 0095 Olbramovice – Vrchotovy Janovice – Sedlečko.
- Pěší turistika – Obcí procházejí turistické trasy  Budenín – Kochnov – Olbramovice,  Olbramovice – Staňkov – Maršovice – Neveklov a  Olbramovice – Vrchotovy Janovice – Zálesí.

## Osobnosti
- Josef Machoň (1880–1962), český hudební skladatel

## Zajímavost
Zhruba 1,5 km severovýchodně od Olbramovic se v části obce Dvůr Semtín na místě zaniklé vsi Kačerovy Lhoty nachází areál Čapí hnízdo, který zde prostřednictvím několika firem vybudoval politik a podnikatel Andrej Babiš.

## SK Olbramovice
SK Olbramovice je český amatérský fotbalový klub, který sídlí v Olbramovicích ve Středočeském kraji. Tým hraje 1.B třídu Středočeského kraje.  Klubové barvy jsou zelená a bílá.

##### Historie
Sportovní klub Olbramovice byl založen roku 1934 a jako první z jeho oddílu vznikl právě fotbal. Předsedou se stal Karel Pollák, jenž na své louce u Zákosteleckého rybníka nechal zbudovat hřiště. Dalšími zakládajícími členy Sportovního klubu byli: František Páv, Václav Burda, Karel Písařík, Bohumil Bucek, Antonín Sedláček a Zdeněk Šmidlík. Hřiště bylo slavnostně otevřeno 6. května 1934. Hned od svého vzniku si SK Olbramovice vedl velmi dobře. Kromě kopané se objevily i jiné oddíly, např. stolní tenis, lehká atletika, cyklistika, hokej. Po sloučení Sokola a Sportovního klubu byla vytvořena 17.5.1948 Tělocvičná jednota Sokol Olbramovice. V roce 1946 bylo vybudováno nové fotbalové hřiště bez kabin, které byli postaveny roku 1967 za brigádní pomoci zdejších občanů a finanční pomoci MNV. V roce 1990 došlo k roztržení SK a Sokola. Začátkem roku 2000 se uskutečnila rozsáhlá údržba fotbalového hřiště, která spočívala v urovnání a novém zasetí hrací plochy, v rozšíření hráčských kabin a zastřešení hlavní tribuny.

## Fotogalerie

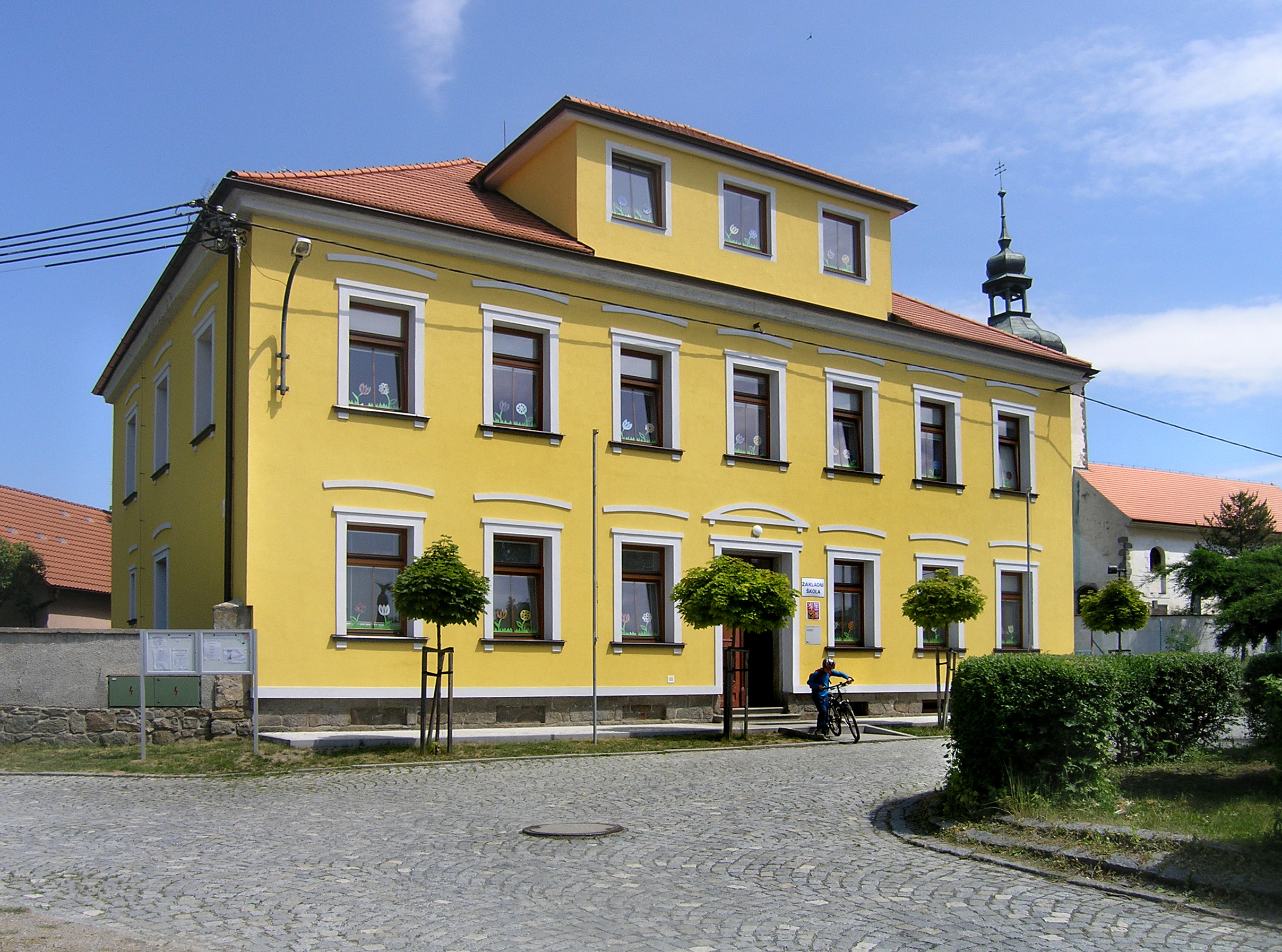
Základní škola
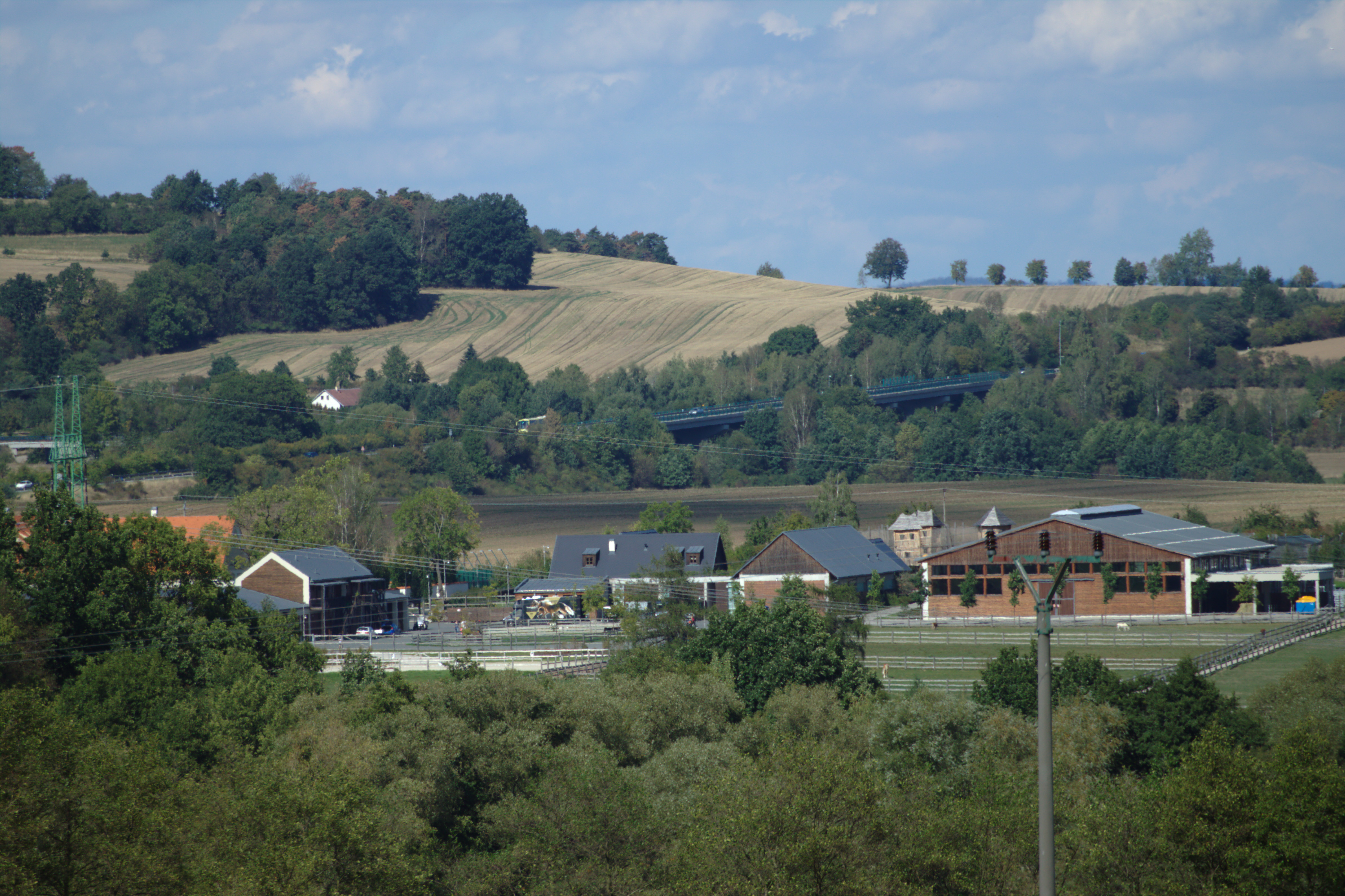
Dvůr Semtín, areál rezortu Čapí hnízdo
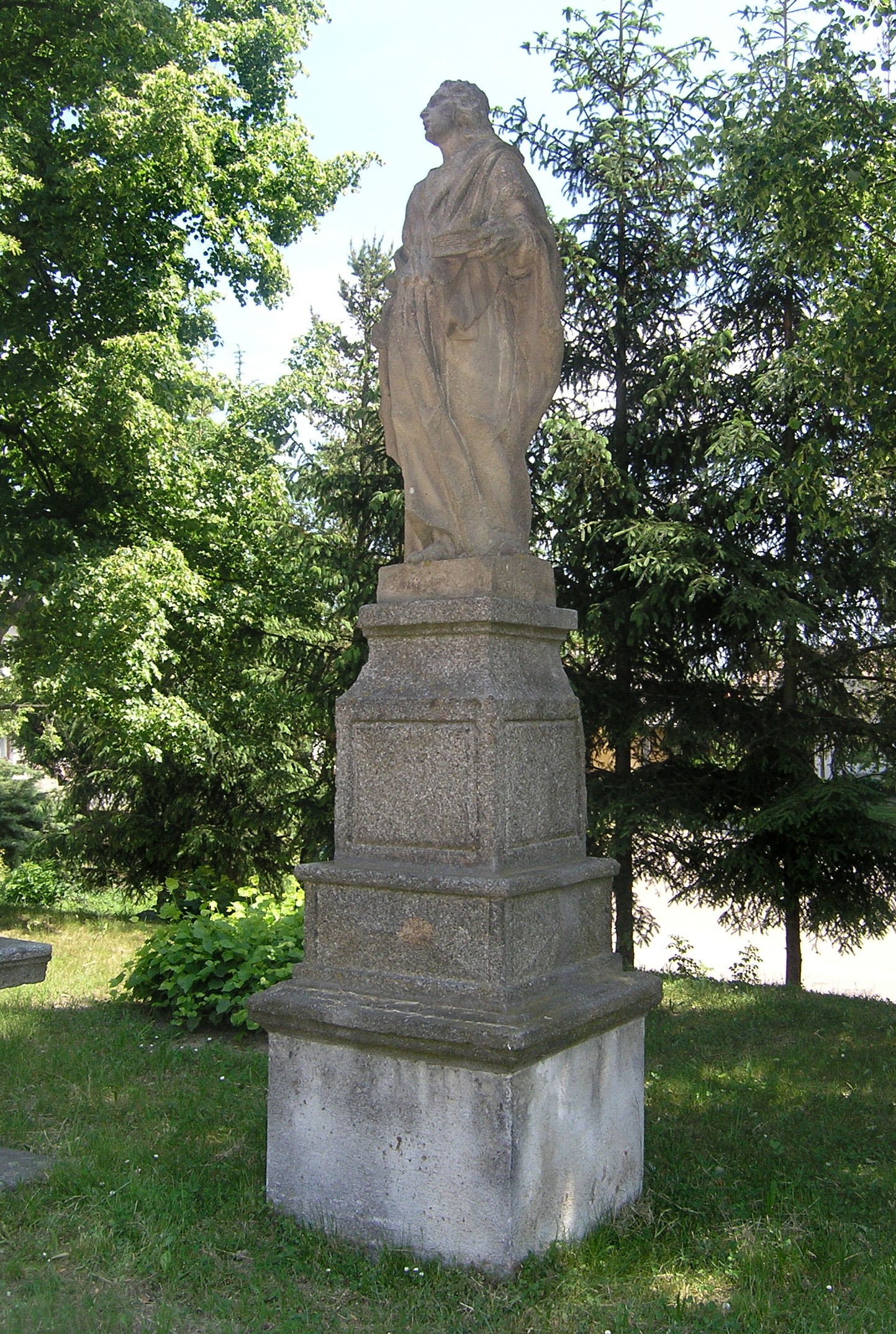
Jedna ze soch sousoší Kalvárie – svatý Josef
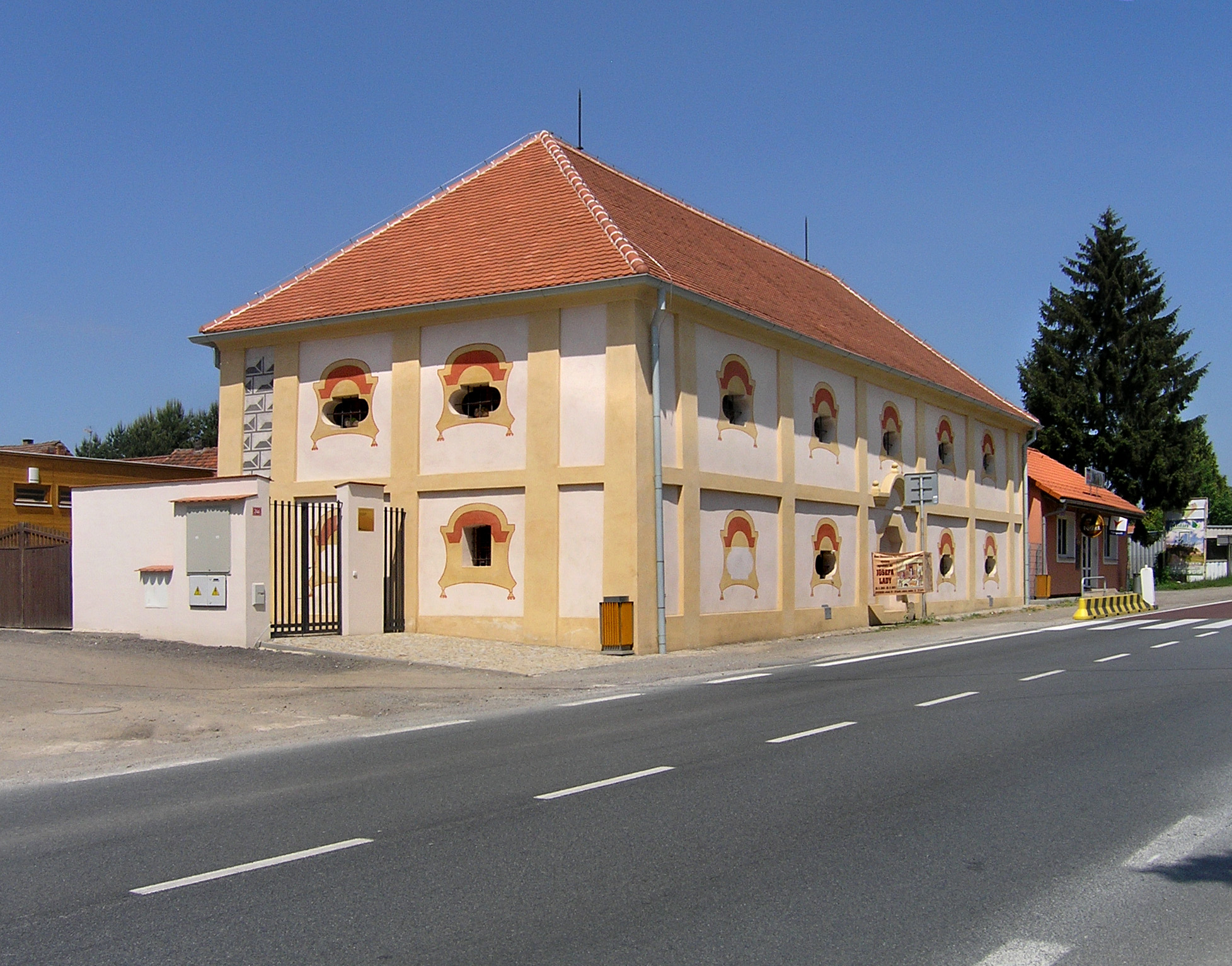
Zrekonstruovaná sýpka